# Admont
Admont és una ciutat situada al districte de Liezen, al nord-est de l'estat austríac d'Estíria, a 20 quilòmetres de la ciutat de Liezen. És famosa per albergar una de les abadies més antigues del país.

## Geografia

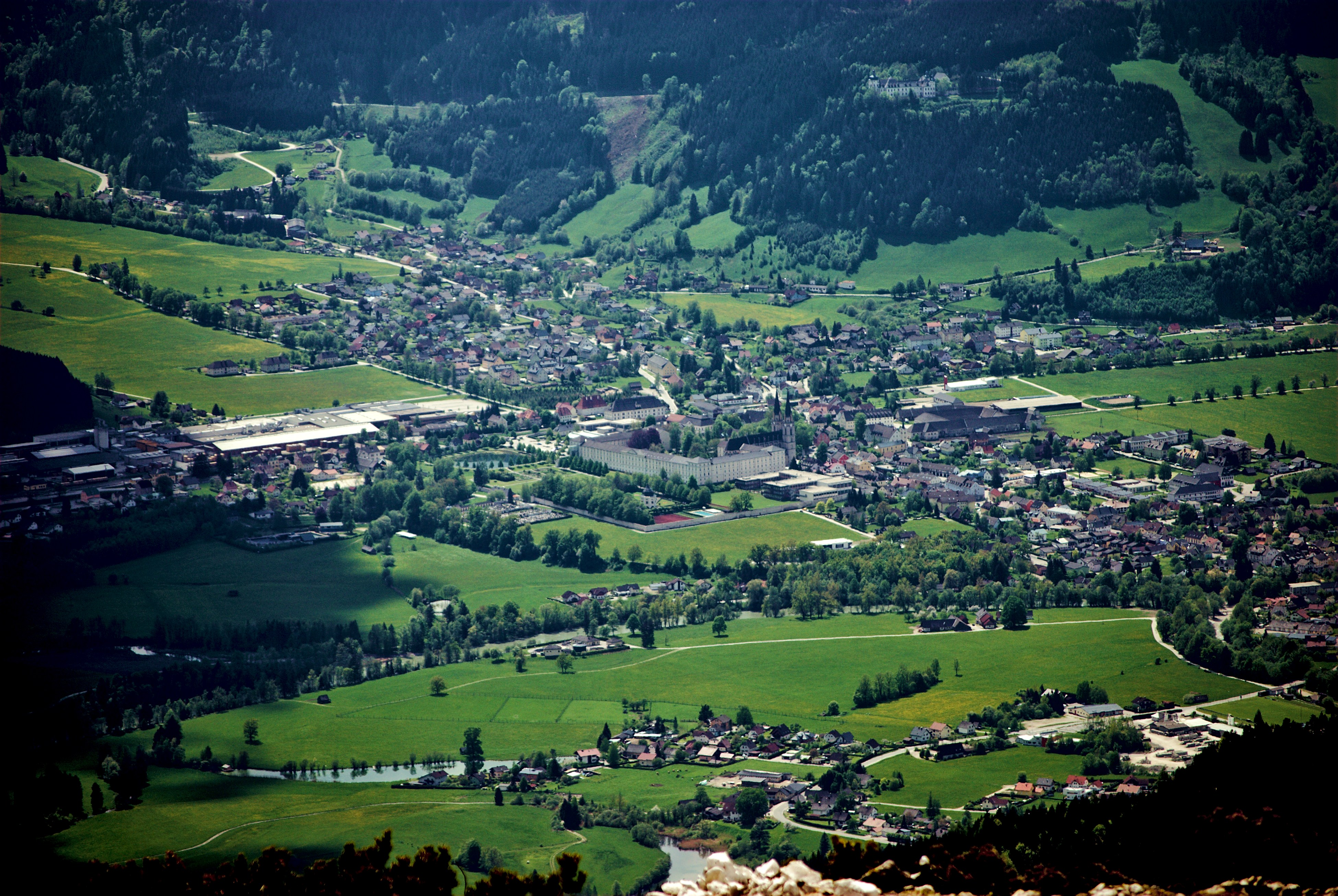
Admont des del nord-oest, de Grabnerstein.

Admont es troba a la meitat del riu Enns, a l'oest de l'entrada del parc nacional de Gesäuse. En mig dels Alps Ennstaler, a les muntanyes Haller Mauern, Buchstein i Admonter Reichenstein.
Al sud hi ha la vall de Kaiserau, amb pistes d'esquí sobre el municipi d'Admont.

## Història

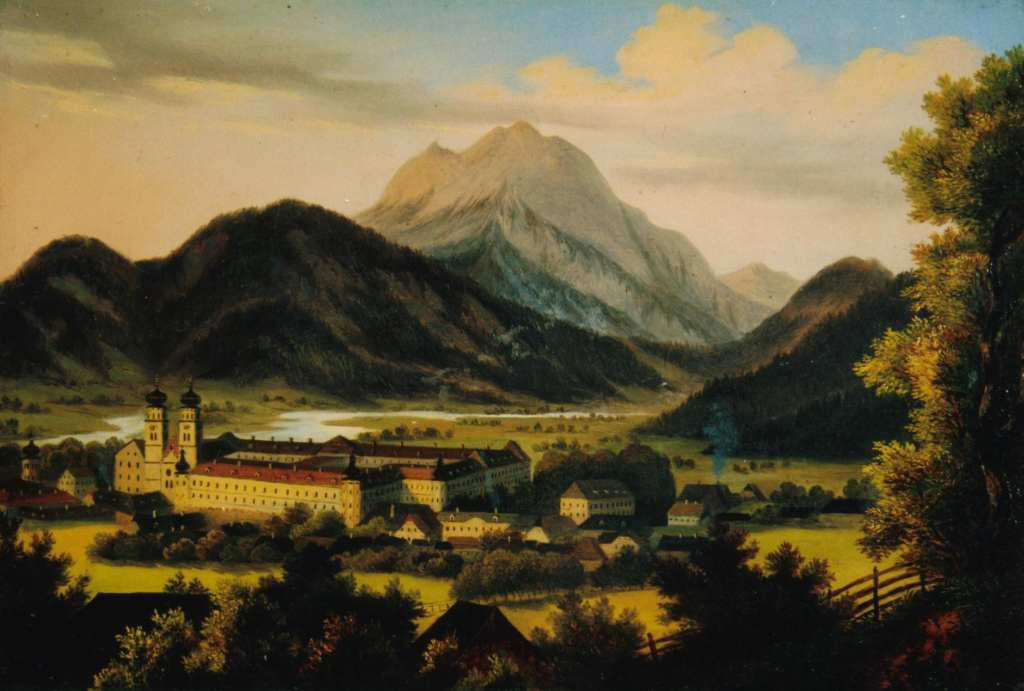
Admont el 1840.

Admont és un dels assentaments més antics d'Estíria. El primer esment del lloc és de l'any 859 i apareix com a Ademundi. L'abadia d'Admont va ser fundada el 1074. El 1292, Admont va ser saquejada i conquistada pels rebels del Landsberger, però el duc Albrecht I en va restablir l'autonomia. El 1443 es va convertir en seu de la cort de l'emperador Federico III d'Habsburg i es va convertir legalment en una ciutat mercat.
El 27 d'abril de 1865, un gran incendi va destruir 22 cases d'aquesta ciutat i també en va quedar afectada l'abadia, de la qual tan sols va sobreviure la biblioteca. El monestir va ser reconstruït en els anys següents sobre els fonaments de l'edifici primigeni i es convertí en el primer edifici important neogòtic d'Àustria.
El 1977, Admont va ser nomenada "Comunitat d'Europa" per diverses associacions.